# Theresa Amerley Tagoe
Pour les articles homonymes, voir Tagoe.
Theresa Amerley Tagoe (13 décembre 1943 - 25 novembre 2010) est une femme politique ghanéenne, membre éminente du Nouveau Parti patriotique et une ancienne députée de la circonscription d'Ablekuma Sud (en),,,.  

## Jeunesse et éducation
Tagoe, du peuple Ga, est née le 13 décembre 1943.   
Elle a fait ses études secondaires à l'Aburi Girls' Senior High School où elle était la préfète de l'école. Elle était étudiante en français et possédait une école de secrétariat pour filles qui incluait le français dans son programme d'études, ainsi que le démarrage de programmes de bienfaisance, dont un pour aider les orphelines et les filles des rues à apprendre des métiers productifs, et un programme de microcrédit pour les femmes qui commercialisent du poisson séché sur les rues d'Accra.  

## Carrière politique
Theresa Tagoe était également vice-ministre régionale du Grand Accra et entre 2003 et 2005 sous-ministre des Terres, des Forêts et des Mines sous l'administration John Kufuor. Avant mars 2003, Tagoe était sous-ministre des Travaux publics et du Logement. En mars 1999, Tagoe était membre de la délégation ghanéenne à la 32e session de la Commission des Nations unies sur la population et le développement.
Tagoe était également une fois organisatrice nationale féminine du Nouveau Parti patriotique.  
Tagoe a été membre du Conseil d'État et a été membre à vie du Council of Women World Leaders (en). 